# Seng'wa
Seng'wa è una circoscrizione rurale (rural ward) della Tanzania situata nel distretto di Maswa, regione del Simiyu. Conta una popolazione di 10 544 abitanti (censimento 2012).